# Príncipe de Asturias (transatlantico)
Il Príncipe de Asturias è stato un transatlantico spagnolo varato nel 1914 ed affondato il 5 marzo 1916 presso le coste del Brasile.

## Storia
Nel 1912 la società armatrice spagnola Pinillos, Izquierdo & Co. si dotò di un nuovo e lussuoso transatlantico, l'Infanta Isabel, costruito secondo i più moderni standard dell'epoca. Il 30 aprile 1914 fu varata nei cantieri Russell & Co di Port Glasgow la nave gemella della Infanta Isabel, il Príncipe de Asturias.
Il 17 febbraio 1916, mentre nel resto d'Europa infuriava la prima guerra mondiale, il Príncipe de Asturias salpò dal porto di Barcellona alla volta di Buenos Aires. Lungo la rotta il transatlantico fece scalo ad Almería, Cadice e Las Palmas de Gran Canaria. Non si conosce il numero esatto dei passeggeri imbarcati poiché non vi erano registri, si stima che vi fossero a bordo circa 600 persone, la maggioranza di nazionalità spagnola ed argentina. Nella stiva erano imbarcate una parte del costruendo Monumento alla Repubblica di Buenos Aires, realizzato dalla comunità spagnola emigrata in Argentina. 
Il Príncipe de Asturias sarebbe dovuto entrare nel porto brasiliano di Santos la sera del 4 marzo, tuttavia il maltempo persuase il capitano José Lotina Abrisqueta ad aspettare e a tentare l'attracco il giorno successivo. Nella mattinata seguente il tempo era però ulteriormente peggiorato, con nebbia e mare in tempesta, ed il transatlantico, che si trovava al largo di Ilhabela, era finito fuori rotta, spingendosi pericolosamente verso la costa. Quando l'equipaggio si accorse della pericolosità della situazione lanciò l'allarme e dalla plancia fu ordinato l'indietro tutta. Questa manovra si rivelò del tutto inutile e alle 4:15 del mattino il Príncipe de Asturias si schiantò contro gli scogli di Punta Pirabura. La collisione aprì uno squarcio all'altezza della sala macchine. Come l'acqua marina invase le caldaie si generò una forte esplosione. L'acqua bollente sprigionata travolse parte dei naufraghi uccidendoli. In aggiunta l'esplosione peggiorò ulteriormente la situazione poiché fece saltare la corrente elettrica impedendo così al marconista di inviare il segnale di soccorso. Alle 4:20 una seconda esplosione fece affondare definitivamente il relitto che colò a picco nei successivi cinque minuti. Parte dei naufraghi raggiunse la riva vicina a nuoto, altri invece morirono sfracellati contro gli scogli o affogati nel mare in tempesta.
A mezzogiorno la nave cargo francese Vega avvistò i resti del naufragio e soccorse i superstiti. In tutto furono recuperati solo 143 sopravvissuti, mentre le vittime furono 455. Si trattò della peggior tragedia della marina mercantile spagnola. Verrà superata in numero di vittime solo tre anni dopo dal naufragio al largo di Cuba del piroscafo Valbanera.